# Pachysomoides fulvus
Pachysomoides fulvus là một loài tò vò trong họ Ichneumonidae.